# قضاء حيفا
قضاء حيفا (بالإنجليزية: District of Haifa) هو تقسيم إداري سابق في فلسطين التاريخية يعود لفترة للانتداب البريطاني (بين 1920 و1948)، مركزه مدينة حيفا. يقع في الجزء الشمالي لفلسطين على ساحل البحر الأبيض المتوسط، ويحاذيه من الشمال قضاء عكا، ومن الشرق كل من قضاء الناصرة وقضاء جنين، ويقع قضاء طولكرم إلى الجنوب.

## بلدات القضاء

بلدات وقرى قضاء حيفا.

كان هناك ما يزيد عن 50 مدينة وبلدة وقرية فلسطينية في قضاء حيفا بعضها موجودة إلى الآن، بالإضافة إلى الكثير من القرى التي هدمتها إسرائيل خلال النكبة عام 1948 والتي أقامت عليها مستوطناتها:

### القرى والبلدات المدمرة
| - أبو زريق - أبو شوشة - إجزم - أم الزينات - أم الشوف - برة قيسارية - بريكة - البطيمات - ألبويشات - بلد الشيخ - جبع - الجلمة - حيفا | - خُبَّيزة - خربة البرج - خربة الدامون - خربة السركس - خربة سعسع - خربة الشونة - خربة الكساير - قمبازة - خربة لِد العوادين - خربة المنارة - خربة المنصورة - دالية الروحاء - الريحانية | - السنديانة - السوامير - صبارين - الصرفند - الطنطورة - الطيرة - عرب الضميري - عرب الفقراء - عرب النفيعات - عين غزال - عين حوض - الغُبية التحتا - الغُبية الفوقا | - قنير - قيرة - قيسارية - كبارة - كفر لام - الكفرين - المزار - المنسي - النغنغية - هوشة - وادي عارة - وعرة السريس - ياجور |

### القرى والبلدات الباقية
من القرى والبلدات الباقية: اعبلين، شفا عمرو، إبطن، عارة، عرعرة، كفر قرع، عسفيا ودالية الكرمل.

## السكان اليوم

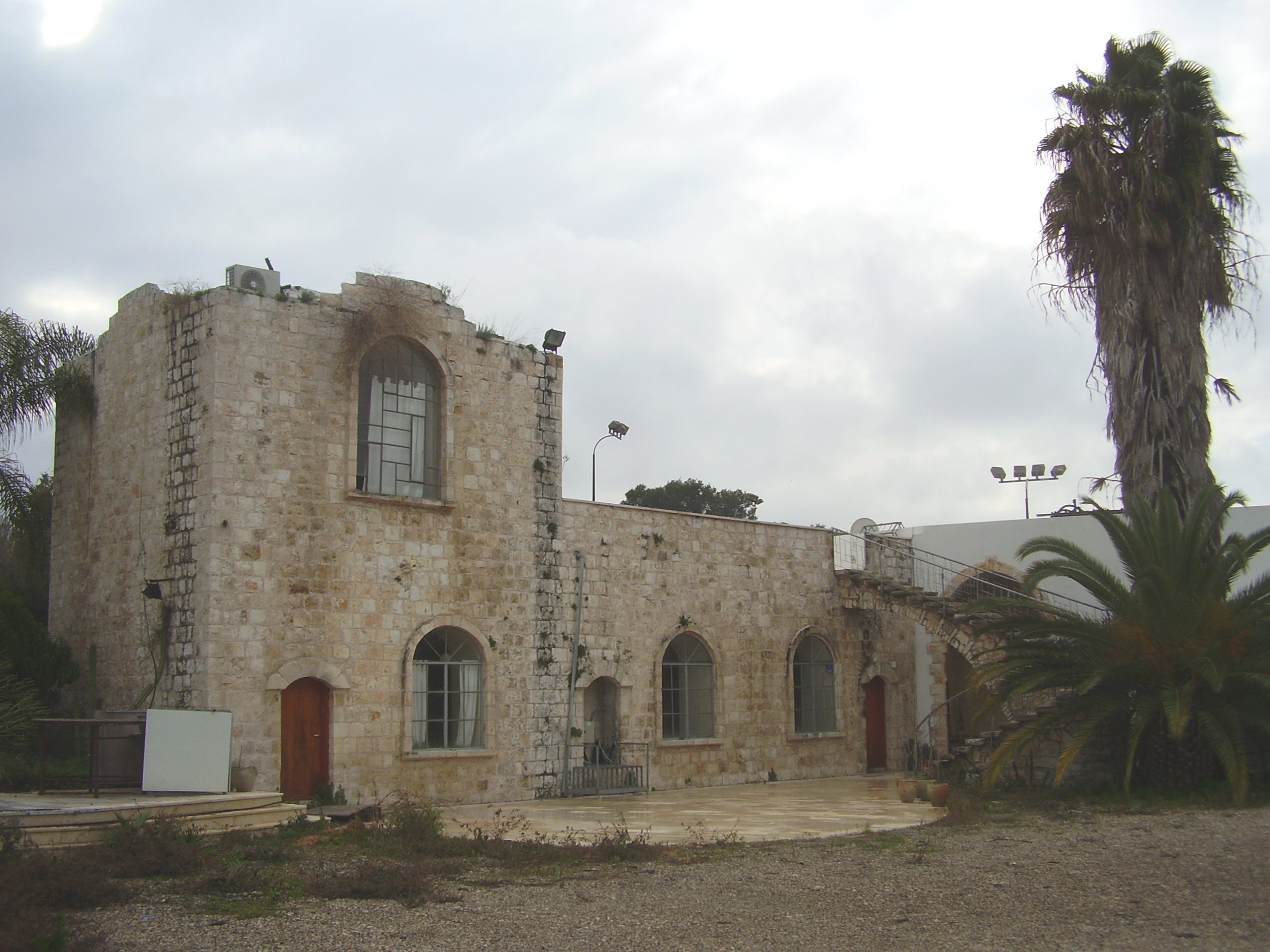
منزل فلسطيني ما زال باقيًا إلى اليوم في كيبوتس بركاي.

### السكان المهجرين
يعيش معظم سكان قضاء حيفا من اللاجئين في مخيمات الشتات في سوريا ولبنان. فيما لهم تواجد مخيمات شمال الأردن؛ ويشكلون أقل من 17% من اللاجئين المسجلين في الضفة الغربية ويتركز 80% منهم شمال الضفة الغربية في في مخيم جنين، مخيم نور شمس، مخيم طولكرم، ومخيم الفارعة.
كما يشكلون 22% من مجموع اللاجئين المسجلين في سوريا. موزعين في مخيم اليرموك، مخيم حمص، مخيم حماة، مخيم درعا، مخيم النيرب، مخيم الرمل.
كذلك شكل لاجئو قضاء حيفا نسبة كبيرة من فلسطينيو العراق.